# Acacia cookii
Acacia cookii là một loài thực vật có hoa trong họ Đậu. Loài này được Saff. miêu tả khoa học đầu tiên.